# Choe Nam-seon
Choe Nam-seon (en hangeul : 최남선, 26 avril 1890 – 10 octobre 1957) est un écrivain coréen. 

## Biographie
Choe Nam-seon est avant tout connu pour être un éminent historien moderne coréen, mais il s'est fait connaître aussi en tant que poète et éditeur. Il a aussi été un des chefs de file du mouvement d'indépendance coréen. Il est né dans la classe des « chungin » (classe sociale entre les yangban et les roturiers) à Séoul, en Corée, sous la dynastie Joseon, et a poursuivi ses études à Séoul.

## Œuvre
Choe a publié le premier magazine à succès en Corée intitulé Sonyeon (La Jeunesse), à travers lequel il a cherché à apporter à la jeunesse coréenne des connaissances sur l'évolution du monde moderne. Il est aussi considéré comme l'inventeur du mot hangeul pour désigner l'alphabet et la langue coréenne, langue dont il a largement fait la promotion à travers ses magazines. Il est l'auteur du premier poème du « nouveau style », poème intitulé Hae-egeseo sonyeon-ege (L'Océan de la jeunesse, 1908), il est largement reconnu comme un des pionniers de la poésie moderne en Corée. 
L'annexion  de la Corée par le Japon en 1910 a accéléré le mouvement d'indépendance des artistes coréens. En 1919, Choe, avec son homologue Choe Rin, a organisé le « Mouvement du 1er mars », un mouvement non-violent pour retrouver la souveraineté et l'indépendance de la Corée. Pour sa rédaction de la « Déclaration d'indépendance de la Corée », il a été arrêté par les autorités et emprisonné jusqu'en 1921. En 1928, il rejoint le Comité d'histoire coréenne qui a été créé par le gouverneur-général de Corée et qui fut chargé d'étudier l'histoire de la Corée et d'en retracer la véritable évolution par la recherche. Choe a ici cherché à réfuter les interprétations impérialistes des Japonais concernant l'histoire du passé coréen. En 1939, il devient professeur à l'université de Mandchoukouo Jianguo. 
En 1949, le gouvernement de Syngman Rhee a arrêté Choe pour collaboration présumée avec les Japonais pendant la période coloniale, mais il a été libéré lorsque les poursuites furent annulées. Au cours de la guerre de Corée, Choe a travaillé pour le Comité d'histoire de la Marine. Après la guerre, il a travaillé pour le Comité d'histoire de la ville de Séoul. Il est décédé le 10 octobre 1957 après avoir lutté contre le diabète et l'hypertension.